# Polskie Drużyny Strzeleckie

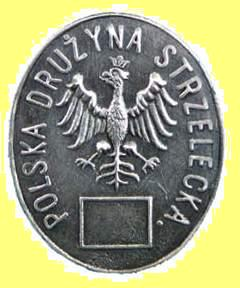
Odznaka Polskiej Drużyny Strzeleckiej 1913

Polskie Drużyny Strzeleckie (skrót: PDS) – polska organizacja niepodległościowa powstała w 1911 we Lwowie w Galicji (ówczesnym zaborze austriackim), powołana przez Organizację Młodzieży Niepodległościowej „Zarzewie”.
Polskie Drużyny Strzeleckie utworzone zostały w 1911 r. staraniem Mieczysława Neugebauera, Mariana Januszajtisa, Henryka Bagińskiego oraz Eugeniusza Romera. Program szkół Drużyn nie odbiegał od programu Związków Strzeleckich. Nauka odbywała się w szkole:
1. rekruckiej,
2. podoficerskiej,
3. podchorążych.

Przed powstaniem legalnych Polskich Drużyn Strzeleckich funkcjonowała konspiracyjna organizacja wojskowa – Polski Związek Wojskowy, którego zadaniem było przygotowanie i mobilizacja sił zbrojnych narodu do walki o niepodległość ojczyzny, a w szczególności przygotowanie i wyćwiczenie korpusu oficerskiego. W dniach 3–4 października 1910 odbył się w Krakowie kongres politycznej organizacji „Zarzewia” – Legii Niepodległości. W jego trakcie ustanowiono tajną organizację wojskową Armia Polska i uchwalono jej statut. Miała ona przejąć pracę wojskową po Polskim Związku Wojskowym. Na komendanta naczelnego Armii Polskiej kongres powołał Mieczysława Neugebauera (ps. Szczęsny Norwid), a na komendantów: I Okręgu we Lwowie – Henryka Bagińskiego, II Okręgu w Krakowie – Juliusza Ulrycha. Komenda Naczelna miała swoją siedzibę we Lwowie i stąd zaczęła się rozprzestrzeniać praca wojskowa na prowincję. 
W latach 1911–1912 dzięki zalegalizowaniu działalności Polskich Drużyn Strzeleckich organizacja liczyła 650 członków. Organizacja szybko się rozwijała osiągając w lipcu 1914 r. około 6 tys. członków w 127 Drużynach Strzeleckich. Jeszcze wcześniej, bo w 1911 r. doszło do wspólnego spotkania członków Komendy Naczelnej Drużyn Strzeleckich z Komendą Główną Związku Walki Czynnej, na którym utworzono wspólne komisje: regulaminową i wyszkoleniową oraz rozpoczęto prace nad regulaminami służby polowej i piechoty. Mimo że nie doszło oficjalnie do całkowitego połączenia organizacji, to współpraca zbliżyła obie organizacje do siebie, umożliwiając w chwili wybuchu I wojny światowej podporządkowanie Polskich Drużyn Strzeleckich Józefowi Piłsudskiemu.
Rozbudowie polskich organizacji strzeleckich, zaznaczającej się zwłaszcza od 1912 r., towarzyszył proces ujednolicenia ich działalności. Obie organizacje wprowadziły jednakowe umundurowanie dla swoich członków. Składało się ono z szarego płaszcza i munduru oraz czapki maciejówki. 
Organizacja Polskich Drużyn Strzeleckich:
- Naczelna Komenda PDS we Lwowie
- Ekspozytura Naczelnej Komendy PDS w Krakowie
- Komenda Okręgu I Lwowskiego (okręg obejmował Galicję Wschodnią)
  - I Drużyna PDS we Lwowie (z kompanią akademicką-techniczną i żeńską)
  - III Drużyna PDS w Samborze (rozwiązana w 1913)
- Komenda Okręgu II Krakowskiego (okręg obejmował Galicję Zachodnią po linię kolejową Tarnobrzeg-Dębica i Sędziszów-Krosno-Dukla)
  - II Drużyna PDS w Krakowie (z kompanią harcerską i żeńską)
- Komenda Okręgu III Królewiackiego (okręg obejmował Królestwo Polskie i zabór rosyjski)
- Komenda Okręgu IV Wiedeńskiego
- Komenda Okręgu V Zachodnioeuropejskiego (Zagranicznego) w Liège (okręg skupiał studentów uczelni w Europie Zachodniej, obejmował także Polskie Drużyny Bojowe Amerykańskie pchor. Bauera w Ameryce Południowej[1])
- Komenda Okręgu VI (okręg obejmował zabór pruski)
- Komenda Okręgu VII na Rusi[2].

Broń stanowiły rewolwery, karabiny typu Mannlicher oraz przestarzałe jednostrzałowe karabiny Werndla. Dzięki współpracy obu organizacji podobny był też system szkolenia i organizacji. Najmniejszą komórką organizacyjna była sekcja licząca 8 strzelców, sekcje tworzyły plutony, a te z kolei kompanie. Szkolenie odbywało się w szkołach żołnierskich, podoficerskich i oficerskich. Powoli wprowadzane były odznaki stopni: podoficerowie nosili zielone sznurki do gwizdków, a oficerowie czerwone. Oficerowie dodatkowo na kołnierzach nosili odznaki w formie pasków o różnych kolorach. Podchorążowie i chorążowie białe, podporucznicy i porucznicy niebieskie a kapitanowie czerwone. Największym problemem było jednak wyposażenie i uzbrojenie tak licznych organizacji. Przed wybuchem wojny pełne umundurowanie miało zaledwie 30% członków, a karabinów było tylko nieco ponad 400. W sumie według różnych źródeł „ruch strzelecki” przed wybuchem I wojny światowej liczył od 13 tys. do 19 tys. członków. 
Z chwilą wybuchu I wojny światowej została zarządzona mobilizacja połączonych Związków i Drużyn Strzeleckich, już pod wspólną komendą Józefa Piłsudskiego i scalenie ich w I Brygadę Legionów Polskich.